# Angitia onerosa
Angitia onerosa là một loài bướm đêm trong họ Noctuidae.